# Leonard Conrad Winter
Leonard Conrad Winter (* 10. Januar 1728 in Lübeck; begraben 1. Juli 1777 ebenda) war ein deutscher Klavierbauer, Sohn des Klavierbauers Johann Conrad Winter und Bruder des Klavierbauers Johann Hinrich Winter, alle in Lübeck.

## Leben
Leonard Conrad Winter lernte in der Werkstatt seines Vaters Johann Conrad Winter, zusammen mit seinem zwei Jahre älteren Bruder Johann Hinrich Winter. Im Jahre 1777 starb Leonard Conrad.